# Jamska Przełęcz
Jamska Przełęcz (słow. Jamské sedlo, ok. 2065 m n.p.m.) – przełęcz położona w Jamskiej Grani w słowackich Tatrach Wysokich. Znajduje się między Małą Krótką na północy a Jamską Kopą na południu, znacznie bliżej wierzchołka tej ostatniej.
Grań opadająca z Małej Krótkiej na Jamską Przełęcz jest postrzępiona – wyróżnia się w niej następujące obiekty:
- Krótka Przehyba (Krátka priehyba),
- Krótka Czuba (Krótki Kopiniak[2], Krátky hrb),
- Szczerbina pod Czubą (Štrbina pod hrbom),
- Krótka Turniczka (Krátka vežička),
- Szczerbina nad Kopą (Štrbina nad kopou),
- Krótka Kopa (Krátka kopa),
- Szczerbina pod Kopą (Štrbina pod kopou),
- Zadnia Jamska Turniczka (Zadná jamská vežička).

Z kolei na południe od przełęczy, w północnej grani Jamskiej Kopy, położone są (od dołu):
- Skrajna Jamska Turniczka (Predná jamská vežička),
- Mała Jamska Przehyba (Malá jamská priehyba).

Jamska Przełęcz stanowi granicę między dwoma odmiennymi odcinkami Jamskiej Grani. Powyżej siodła grań ma charakter skalisty, poniżej – trawiasto-skalisty. Zachodnie stoki opadają z przełęczy do dolnej części Jamskiego Kotła w Dolinie Ważeckiej, natomiast wschodnie – do Doliny Suchej Ważeckiej.
Dawniej siodło nazywano Handlową Przełęczą, jej obecna nazwa pochodzi od Jam – pobliskiego tarasu morenowego. Pierwszego znanego wejścia na przełęcz dokonali od strony Doliny Ważeckiej Alfred Martin i przewodnik Johann Franz senior 21 września 1907 r.